# Bodyheat
Bodyheat è il quarantasettesimo album in studio del cantante statunitense James Brown, pubblicato nel 1976.

## Tracce
Side 1
1. Bodyheat (Deanna Brown, Deidra Brown, Yamma Brown) – 9:03
2. Woman (James Brown) – 5:55
3. Kiss in '77 ("Sweet" Charles Sherrell) – 4:50

Side 2
1. I'm Satisfied (Deanna Brown, Deidra Brown, Yamma Brown) – 4:55
2. What the World Needs Now Is Love (Burt Bacharach, Hal David) – 4:13
3. Wake Up and Give Yourself a Chance (Deanna Brown, Deidra Brown, Yamma Brown) – 3:44
4. Don't Tell It (Deanna Brown, Deidra Brown, Yamma Brown) – 3:57